# Villa de Soto
Villa de Soto är en ort i Argentina.   Den ligger i provinsen Córdoba, i den centrala delen av landet, 800 km nordväst om huvudstaden Buenos Aires. Villa de Soto ligger 538 meter över havet och antalet invånare är 7 303.
Terrängen runt Villa de Soto är platt åt nordväst, men åt sydost är den kuperad. Runt Villa de Soto är det glesbefolkat, med 10 invånare per kvadratkilometer.. Det finns inga andra samhällen i närheten.
Omgivningarna runt Villa de Soto är i huvudsak ett öppet busklandskap.